# Karabin maszynowy ZB vz. 30
ZB vz. 30 (czes. Lehky Kulomet ZB vzor 30) – czechosłowacki ręczny karabin maszynowy z okresu dwudziestolecia międzywojennego. Udoskonalona wersja rkm-u ZB vz. 26 wyposażona w zmodyfikowany mechanizm gazowy z regulatorem gazowym.
ZB-30 znajdował się w okresie międzywojennym na uzbrojeniu armii czechosłowackiej, był także produkowany licencyjnie w Jugosławii (ZB-30J), a jego wersja ZGB-30 kalibru .303 British była jednym z pierwowzorów Brena. Po zajęciu Czechosłowacji przez III Rzeszę ZB-30 trafił do uzbrojenia Wehrmachtu i Waffen-SS pod oznaczeniem Maschinengewehr 30(t).